# Punto Final (banda)
Punto Final es un grupo onubense de música hip hop. Una rara avis, son ciertamente atípicos por sus formas y contenidos, notablemente diferentes a la mayoría de grupos de rap dentro del panorama nacional.
Sus componentes son José Toscano (voz), Peláez (voz), Davo (producción musical) y Spínola (giradiscos).
Tienen cierta tendencia a la experimentación, pero casi siempre desde la perspectiva clásica dentro del hip hop del reciclaje sonoro, buscando la deconstrucción a través del muestreo de otras músicas.
Suelen evadir las letras frívolas y la competición directa. Los contenidos de sus textos ahondan en la crítica en general, huyendo de los tópicos anti-sistema y buscando resoluciones positivas. Eluden ciertas poses, actitudes, comportamientos y estéticas normalizadas dentro del colectivo hip hop actual.

## Biografía
Comienzan como grupo de breakers en 1988, y es a principios de los 90 cuando empiezan a desarrollarse como grupo de rap. Graban Toma conciencia, su primera maqueta. A lo largo de los años, y tras algunos cambios en los miembros del grupo, Punto final define y consolida su estilo. En 2001 publican su primer trabajo profesional, el maxi A la sombra del bloque. Dos años más tarde llega su primer LP, Una selva de ambiente stereo, y en 2007 editan el álbum PFRMX07. Según algunas entrevistas[¿quién?] están trabajando en su próximo disco.

## Discografía
- A la sombra del bloque (Maxi) (Superego/Yo Gano, 2001)
- Una selva de ambiente stereo (LP) (Yo Gano - Superego/Yo Gano, 2003)
- PFRMX07 (LP) (hispanoplanb.com, 2007)
- Demo '09 (Demo) (PFProds., 2009)

## Colaboraciones
- Con Anónimo Consejo en el tema De mi mente a tu mente, del álbum Flow Latino (2003)

- Con Jomeini Taim en el tema Se desenvuelve del álbum Dignos de Pronunciar (2006)

- Con Perro Lazio en el tema Raíces duras, del álbum Competición y mensaje (2008)